# Carole Landis
Frances Lillian Mary Ridste (ur. 1 stycznia 1919 w Fairchild w stanie Wisconsin, zm. 5 lipca 1948 w Los Angeles) – amerykańska aktorka.

## Życiorys
Jej ojciec był pochodzenia norweskiego, matka była Polką (Clara Stentek). Ojciec, z zawodu mechanik kolejowy, opuścił rodzinę. 
W styczniu 1934 roku, w wieku 15 lat, poślubiła Irvinga Wheelera, ale ze względu na jej młody wiek ślub anulowano. Para pobrała się ponownie w sierpniu 1934 roku i wyjechała do Kalifornii. 
Przez jakiś czas Carole występowała jako tancerka i piosenkarka. Później wyjechała do Los Angeles, aby tam zasmakować sławy. Wygrała kontrakt ze studiem Warner Bros., ale grała tylko małe role. W 1939 roku rozwiodła się z pierwszym mężem. W 1940 roku zagrała w filmie One Million B.C. W 1941 roku zaczęła grać w filmach klasy B. W 1942 roku zagrała w sześciu filmach, jednak żaden z nich nie został dobrze oceniony przez krytyków. W latach 40. jej kariera zatoczyła koło. Jej kolejny kontrakt z 20th Century Fox został odwołany, kolejne dwa małżeństwa zakończyły się rozwodami. Kolejne, już czwarte, również okazało się nieudane. Swoje dwie ostatnie role zagrała w 1948 roku w filmach: Brass Monkey i Noose. 
W 1948 roku Carole popełniła samobójstwo w swoim domu w Kalifornii. Zagrała w 49 filmach, ale najbardziej zapamiętano ją z powodu niezwykłej urody.